# Amakusa 1637
Amakusa 1637 (chữ Nhật: 天草时空旅人; AMAKUSA 1637?) còn được biết đến với tên tiếng Việt là Anh thư nữ kiệt là một bộ truyện tranh theo thể loại manga được sáng tác và vẽ bởi tác giả Michiyo Akaishi. Truyện được đăng trên tạp chí Flowers từ năm 2001 đến năm 2006. Câu chuyện xoay quanh về cuộc khởi nghĩa Shimabara nhưng có hư cấu lại.
Trong truyện có đề cập đến những danh tướng nổi tiếng của Nhật thời kỳ này, những địa điểm là nơi xảy ra cuộc chiến, tuy nhiên trong chuyện có một vài thay đổi về cái chết như ngài Tadanao (em họ Tam tướng quân, một người theo đạo Thiên chúa và đáng lý ra phải làm Tướng Quân) phải sống đến năm 1650, hoặc chi tiết hư cấu cuộc khởi nghĩa dành thắng lợi và Nhật Bản trong tương lai là một bộ mặt hoàn toàn khác.

## Nội dung chính
Toàn bộ câu chuyện xoay quanh việc kể về nhóm học sinh trường Thánh Fransisco II, hội học sinh này gồm nhiều thành viên ưu tú, xuất sắc trong các lĩnh vực như khoa học kỹ thuật, lịch sử, Thánh nhạc, kiếm đạo... Ở hiện tại năm 1995 công lịch, nhóm học sinh này cùng đi trên một con tàu tên là Victoria trong một chuyến dã ngoại thì bỗng chừng bị gặp bão Cơn bão này làm họ bị lạc về năm 1636, bị đưa ngược trở lại thời gian tới thời đại Edo nhật Bản và là năm cuộc chiến Amakusa xảy ra.
Tại đây cô gái Hayumi (nhân vật chính) bị lầm tưởng là Shiro Amakusa. Theo như lịch sử, vào năm 1637, một cuộc nổi dậy đã nổ ra, cuộc biến động Shimabara. Nó được lãnh đạo bởi một người trẻ tuổi là Amakusa Shirō. Nhân vật nữ bị nhận nhầm là Amakusa Shirō bởi ngôi làng mà cô gặp, mặc dù Amakusa Shirō là nam. Trong câu truyện, Amakusa Shirō thật đã chết một năm trước đó, trước khi được nổi tiếng như trong lịch sử. Do vậy, Natsuki đã trở nên nổi tiếng và được coi như là một thiên thần từ thượng giới và người ta bắt đầu gọi cô là Shirō, tin rằng cô là người theo như lời tiên tri 25 năm trước. Ngược dòng thời gian 25 năm trước, Giám mục Bandores Marcos đã từng tiên đoán Vào giờ này 25 năm sau sẽ có một thiếu niên tuấn tú,học vấn uyên thâm xuất hiện.Khắp các cánh đồng,rừng núi rợp màu cờ trắng.Vườn ruộng,cỏ cây hoa lá đều bốc cháy...cánh cửa địa ngục hiện ra,chỉ những tín giả tin vào thiên sứ được sống sót... Lúc đó vào 1636, bầu trời Edo và Amakusa không ít lần nhuốm màu đỏ rực.
Hayumi lần lượt gặp lại những người bạn cũ của mình-những người bạn chung trường với cô và đều bị cuốn về thời quá khứ bởi con thuyền định mệnh. Trong số ấy, có bạn trai của cô là Miyamoto Masaki nhưng này còn gọi dưới cái tên Miyamoto Musashi, một kiếm sĩ nổi tiếng của thời Edo-anh đã bị mất trí nhớ và được một gia đình giàu có cưu mang, con gái họ chính là nàng Otsu rất yêu Miyamoto. Trong khi đó Hayumi, cô rất nản lòng vì người mình yêu đã không còn nhớ mình là ai.
Và ngay lúc ấy cô đã gặp và bị Yatsuka bắt giữ,nhưng với tấm lòng nhân ái của cô,cô đã cảm hóa được Yatsuka, đây là người hoàn toàn đã mất đi lý tưởng sống của chính mình. Từ đó nhóm bạn của Hayumi gồm có:Hayumi, Masaki,Yatsuka, Eri, Seika và Eiji đã lập nên những cuộc khởi nghĩa dưới sự chỉ huy của Hayumi tức Amakusa Shiro,những cuộc khởi nghĩa đã giành được thắng lợi làm xoay chuyển lịch sử.

## Nhân vật

### Sáu sinh viên xuất sắc của học viên Thánh Francisco và là hội viên của hội sinh viên
Natsuki Hayumi (早弓 夏月 Tảo Cung Hạ Nguyệt)
Là hội trưởng hội sinh viên. Cô có diện mạo bề ngoài rất giống với Amakusa Shirō đến nổi mọi người dân ở ngôi làng mà Shirō tin rằng cô là anh ta và được Chúa trời phái đến để bảo vệ. Hayumi rất giỏi về kiếm thuật và rất thánh thiện. Bại trai của cô là Miyamoto Masaki cũng là một tay kiếm xuất sắc Natsuki đến quá khứ đúng vào năm 1636.
Masaki Miyamoto (宮本 政希 Cung Bản Chính Hi)
Là phó hội trưởng Hội sinh viên. Anh ta có tên là "Musashi" do Otsū đặt (cô này là nhân tình của Musashi trong các tiểu thuyết lịch sử). Anh ta trở thành một kiếm sư Kiếm đạo kendō anh này phục vụ cho Đại danh Kokura-han là Ogasawara Tadazane. Anh đến quá khứ vào khoảng năm 1629-1630.
Naozumi Yatsuka (八塚 直純 Bát Trủng Trực Thuần)
Hội phó thứ hai của Hội sinh viên. Anh này cũng là một tay kiếm khá cừ và có một tình yêu thầm kín dành cho Natsuki, mặc dù biết rằng cô này không có tình ý nào dành cho mình cả. Naozumi đến quá khứ vào năm 1628-1629. Anh vô tình trở thành người thủ thành của Đại danh Karatsu-han là Terazawa Katataka, chủ của Thành Tomioka (thực tế thì Thành Tomioka  được canh giữ bởi Miyake Tōbei, cháu của Akechi Mitsuhide.. Biệt danh của Naozumi là Kotaka (小鷹 "Đại bàng con"). Với những kiến thức lịch sử đã học được anh đã giúp cho Thủ thành bắt bớ và tiêu diệt những người theo đạo bí mật. Tại đây anh có một tình yêu với Shirō vì có khuôn mặt giống với Hayumi và đã hiếp dâm Shiro (lưỡng tính) sau đó giết luôn Shiro theo lệnh của cấp trên. Sau này anh được  Hayumi cảm hóa và về phe cô này
Eri Kasugano (春日野 英理 Xuân Nhật Dã Anh Lý)
Cô này là một học viên xuất sắc của học viện, nhất là mảng lịch sử, là người thông minh, sáng dạ và cô đã sử dụng kiến thức lịch sử này để giúp đỡ cho Hayumi rất nhiều. Cô có tình cảm thầm kín với Hayumi vì coi cô này là một hoàng tử. Sau này Eri là quân sư số một cho cuộc khởi nghĩa và cô cũng là người duy nhất được trở về với tương lai.
Eiji Horie (堀江 栄司 Quật Giang Vinh Ti)
Một thiên tài về kỹ thuật máy móc và phát minh vô số thứ máy móc và dụng cụ phục vụ cho quân khởi nghĩa, giúp họ chiếm ưu thế. Eiji đến lịch sử vào khoảng 1632. Anh ấy và Kichō (còn biết đến với tên là Kiku), là một cặp tình nhân như sau này cô ấy đã trở thành thiếp của Đại danh Matsukura Katsuie người thủ thành Shimabara.
Seika Akishima (安芸島 聖香 An Vân Đảo Thánh Hương)
Là một sinh viên có giọng hát Thánh ca xuất sắc. Cô đến quá khứ cùng thời với Eri và Natsuki. Cô xuất hiện trên con tàu của người Hà Lan dưới sự chỉ huy của thuyền trưởng Jahn và Thống đốc thương quán Hà Lan Nicolaes Koekebakker. Tên thánh đi đạo của cô là Mariana.

### Nhà Tokugawa

#### Chính quyền Edo
Tokugawa Iemitsu (徳川 家光 Đức Xuyên Gia Quang)
Tú Trung Đức Quang, là Tướng quân nhà Tokugawa đời thứ ba, con trai thứ hai của tướng quân Tokugawa Hidetada và là cháu ngoại của vị Tướng quân đầu tiên Ieyasu. Trong truyện Iemitsu được mô tả là một vị tướng quân khá lạnh lùng, kiểu cách, màu mè và là người có quan hệ đồng tính với người hầu cận của mình. Truyện cũng mô tả ông là một vị quân chúa có tầm ảnh hưởng mạnh đến các chư hầu, các phiên.
Yagyū Jūbei (柳生 十兵衞 Liễu Sinh Thập Binh Vệ)
Là một quân sư và vệ sĩ của Tokugawa Iemitsu. Ông này là một kiếm khách siêu phàm và từng thắng được cả Hayumi và Masaki. Ông bị chột mắt. Sau khi bị cảm hóa, ông theo phe quân khởi nghĩa (ngầm giúp đỡ chứ không gia nhập). Sau này ông bỏ Tướng quân và sống cuộc đời tự tại.

#### Phiên Ogi và Saga
Nabeshima Motoshige (鍋島 本茂 Oa Đảo Bản Mậu)
Là con trai của Nabeshima Katsushige. Dại danh của phiên Ogi, một người hàng xóm của phiên Saga. Nabeshima Motoshige được mô tả là một người có phong độ, điềm tỉnh, đáng mến. Sau khi được Hayumi thuyết phục đã chủ động về phe Thiên chúa giáo, cung cấp vũ khí cho phiến quân chống lại quân Triều đình
Nabeshima Mitsushige (鍋島 光茂 Oa Đảo Quang Mậu)
Một đại danh trẻ tuổi của phiên Saga.
Nabeshima Katsushige (鍋島 勝茂 Oa Đảo Thắng Mậu)
Đại danh tiền nhiệm của phiên Saga, con của Nabeshima Naoshige.

#### Phiên Karatsu
Terazawa Katataka (寺沢 堅高)
Dại danh của Phiên Karatsu, con trai của Terazawa Hirotaka.
Sugishima Daigo
Một nhân vật hư cấu. Cận thần của Đại danh Karatsu là Terazawa Katataka.

#### Shimabara
Amakusa Shirō (天草 四郎 Thiên Thảo Tứ Lang)
Thiên Thảo Nhất Huy thường được biết đến với tên gọi là Masuda Tokisada (益田 時貞), là người con của tiền nhiệm hầu hạ gia tộc Konishi Masuda Jinbei (益田甚兵衛 Ích Điền Thậm Binh Vệ). Anh là người lãnh đạo của khởi nghĩa Shimabara và được rửa tội bởi Francis Xavier.
Trong truyện này, Tokisada đã bị bắt cóc bởi Yatsuka Naozumi do anh này từ tương lai nên biết được Nhất Huy là lãnh tụ khởi nghĩa, tuy nhiên do Nhất Huy có khuôn mặt giống với Hayumi, người trong mộng của Yatsuka nên anh này để lại để quan hệ tình dục mà không giết đi, sau đó vụ việc bị vỡ lỡ, cấp trên ra lệnh phải thủ tiêu, Yatsuka Naozumi buộc phải bóp cổ và vứt xác Nhất Huy xuống biển. Trước khi chết Nhất Huy còn cầu chúa ban phước lành cho Yatsuka và trở thành nổi ám ảnh trong thâm tâm của anh này.
Matsukura Katsuie (松倉 勝家 Tùng Thương Thắng Gia)
Con của Matsukura Shigemasa. Đại danh của Shimabara.
Kichō (Kikuhime)
Người tỳ thiếp xinh đẹp của Katsuie và là người tình trước đây từng phải lòng với Eiji. Khi làm thiếp của Đại danh, cô này có cuộc sống vô vị, giống như một con búp bê sống trong cảnh nhung lụa nhưng che giấu nổi đau khổ, sau khi gặp Hayumi được cảm hóa, cô đã từ chối vinh hoa phú quý để trở thành bình dân, gặp và kết hôn với người minh yêu.
Okamoto Shinbei (岡本 新兵衛 Cương Bản Tân Binh Vệ)
Là người hầu cậu ở phiên Shimabara.
Mori Sōiken (森 宗意軒 Lâm Tông Ý Hiên)
Một trong những nhà lãnh đạo của cuộc Khởi nghĩa Shimabara. Gia thần của phiên Shimabara. Ông là một người thông minh lanh lợi, trầm ngâm.
Yamada Kinji
Một người bạn cũ Shirō. Luôn nhầm  Natsuki flà Shirō. Anh này có một tình yêu thầm kín với Eri. Là tay xạ thủ siêu phàm, anh có thể bắn bốn phát trong vòng 05 giây để hạ những kẻ phục kích, sau này đảm nhiệm là người dạy bắn súng cho quân khởi nghĩa, khi ra trận lập được nhiều chiến công. Cuối đời anh không lấy vợ mà sống trong sự nhớ nhung đố với Eri (cô này đã trở về hiện tại).

#### Phiên Kumamoto
Hosokawa Mitsutoshi (細川 光利)
Tên tiếng Việt là Lưu Tuấn Khải, là người con trai cả của Hosokawa Tadatoshi. Là đại danh của phiên Kumamoto. Anh được mô tả là người thông minh, đẹp trai và hôn rất sành điệu. Là người hào sảng và hào hoa được lòng nhiều cô gái. Rất tò mò đối với thân thế của Hayumi. Mishutoshi tham gia vào cuộc tấn công quân khởi nghĩa nhưng sau đó được Hayumi thuyết phục, anh đã rút lui.